# Euphthiracarus sarawaki
Euphthiracarus sarawaki är en kvalsterart som beskrevs av Wojciech Niedbała 2000. Euphthiracarus sarawaki ingår i släktet Euphthiracarus och familjen Euphthiracaridae. Inga underarter finns listade i Catalogue of Life.